# Michael McGlinchey
Michael Ryan McGlinchey (* 7. leden 1987) je novozélandský fotbalový záložník a reprezentant, od roku 2014 hráč klubu Wellington Phoenix FC. V mládežnických kategoriích reprezentoval Skotsko.

## Reprezentační kariéra

### Skotsko
Se skotskou reprezentací do 20 let se zúčastnil mistrovství světa hráčů do 20 let 2007 v Kanadě.

### Nový Zéland
V A-mužstvu Nového Zélandu debutoval v roce 2009.
Zúčastnil se MS 2010 v Jihoafrické republice.
Zápasy Michaela McGlincheyho v A-mužstvu Nového Zélandu
| 2009                 | 3  | 0 |
| 2010                 | 4  | 0 |
| 2011                 | 3  | 1 |
| 2012                 | 11 | 2 |
| 2013                 | 4  | 0 |
| 2014                 | 5  | 0 |
| 2015                 | 3  | 0 |
| Celkem               | 33 | 3 |
| Platí k 19. 11. 2015 |    |   |